# George Herbert Mead

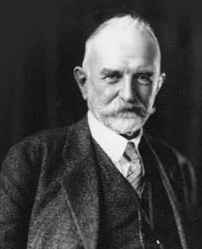
George Herbert Mead

George Herbert Mead (* 27. Februar 1863 in South Hadley, Massachusetts, USA; † 26. April 1931 in Chicago, USA) war ein US-amerikanischer Philosoph, Soziologe und Psychologe. Er studierte unter anderem in Leipzig und Berlin und war von 1894 bis zu seinem Tod Professor für Philosophie und Sozialpsychologie an der University of Chicago.

## Leben
Mead trat 1879 als Student in das von seinem Vater, Hiram Mead, geleitete Oberlin College ein. Seine Mutter war eine geborene Elizabeth Storrs (Billings). Während seines Studiums beschäftigte sich Mead unter anderen mit der Evolutionstheorie Charles Darwins. Ihm ging es vor allem um eine mögliche Begründung eines sozial engagierten Christentums angesichts der neuen und umwälzenden Entwicklungen in den Naturwissenschaften. 1882 wurde Mead zusammen mit seinem Freund Henry Castle zum Herausgeber des Oberlin Review gewählt; beide traten in dieser Position für ein naturwissenschaftlich aufgeklärtes Christentum ein.
Nach seiner Graduierung 1883 nahm Mead eine Stelle als Lehrer an. Ihm wurde jedoch aufgrund disziplinarischer Schwierigkeiten mit den Schülern nach vier Monaten gekündigt. Daraufhin arbeitete er drei Jahre als Vermessungsingenieur bei der Wisconsin Central Railroad Company und war am Bau der 1100 Meilen langen Eisenbahnstrecke von Minneapolis nach Moose Jaw beteiligt.
1887 begann Mead ein zweites Studium an der Harvard University. Er studierte Philosophie bei Josiah Royce, George H. Palmer und Francis Bowen. Gleichzeitig nahm er eine Stelle als Hauslehrer bei William James an, um sich die Finanzierung seines Studiums zu erleichtern. Mead spezialisierte sich auf physiologische Psychologie und erhielt zum Wintersemester 1888/89 ein Stipendium für den Besuch der Universität Leipzig. Dort studierte er bei Wilhelm Wundt, bevor er 1889 nach Berlin wechselte und Schüler von Wilhelm Dilthey, Hermann Ebbinghaus, Gustav Schmoller und Friedrich Paulsen wurde und über Wundt und Paulsen auch auf Ferdinand Tönnies gelenkt wurde.
Ohne Promotion wurde Mead 1891 als Dozent für Psychologie, Philosophie und Evolutionstheorie an die University of Michigan berufen. Inhaltlich befasste er sich mit den psychologischen Konsequenzen der Erkenntnistheorie sowie den Beziehungen von Organismen und Umwelt; besondere Themen waren das Problem der Aufmerksamkeit und die Wahrnehmung von Druck und Temperatur sowie der Begriff der Liebe, wie ihn William James in seiner Emotionstheorie verwendete. Dort lernte er Charles H. Cooley und John Dewey kennen. Letzterer wurde für Mead zu einem lebenslangen Freund. Als Dewey 1894 an die kurz zuvor gegründete University of Chicago wechselte, folgte ihm Mead und erhielt eine Stelle als Assistenzprofessor in der Abteilung für Philosophie und Psychologie.
Neben seiner Forschungs- und Lehrtätigkeit engagierte sich Mead in Chicago stark in sozialreformerischen Projekten. So war er zeitweise als Schatzmeister für das Hull House tätig, ein Projekt mitlebender Sozialarbeit vor Ort, durch das die übliche Distanz des Sozialarbeiters, der normalerweise nicht im Problemfeld der von ihm Betreuten lebte, durchbrochen werden sollte. Im Hull House wurden auch intellektuelle Diskussionsrunden organisiert. Mead engagierte sich zudem für Frauenrechte und setzte sich für eine pädagogisch orientierte Reform des Jugendstrafrechts ein. Er war Mitglied verschiedener Streikschlichtungskommissionen und mehrerer lokaler Reformkommissionen. Er war Mitglied und zeitweise Präsident des City Club, einer reformorientierten Vereinigung von Unternehmern und Intellektuellen, die sich bei der Demokratisierung der Lokalverwaltung, im Gesundheitswesen, bei der Integration von Zuwanderern und in der Berufsbildung einsetzte. Letzterem Thema galt seine besondere Aufmerksamkeit, so als zeitweiliger Herausgeber der Zeitschrift Elementary School Teacher, als Mitarbeiter der reformpädagogischen Versuchsschule der Universität Chicago oder als Präsident der Versuchsschule für verhaltensgestörte Kinder. Auch setzte er sich öffentlich für die umstrittene Reformorientierung der Universität von Wisconsin in Madison ein. Hans Joas bezeichnet  all diese Aktivitäten als wichtige Einflussfaktoren auf das sozialpsychologische Werk von Mead.

### Chicagoer Schule – Wirkung auf den Symbolischen Interaktionismus
Mead zählt zu den amerikanischen Pragmatisten. Beeinflusst war er vor allem von John Dewey, in geringerem Maße von William James. Das Werk von Charles S. Peirce hingegen hatte keinen unmittelbaren Einfluss auf Mead. Mead wird in der Literatur immer wieder als Vertreter der Chicagoer Schule der Soziologie bezeichnet. Allerdings begriff sich Mead nicht als Soziologe und er war nie Mitglied des Soziologieinstituts (wobei er Mitglieder der Chicago School beeinflusste).
In Abgrenzung zum deutschen Idealismus (Johann Gottlieb Fichte, Friedrich Wilhelm Joseph Schelling, Georg Wilhelm Friedrich Hegel), dem Mead „solipsistischen Spuk“ vorwarf, versteht Mead – inspiriert von der Evolutionstheorie Darwins – das Bewusstsein des Menschen als evolutionäres Produkt der Auseinandersetzung des Organismus mit seiner Umwelt. Damit schließt er sich diesbezüglich der Auffassung von Karl Marx und Friedrich Engels an, die der Arbeit im anthropologischen Sinn eine grundlegende evolutionäre Bedeutung beimessen. Mead sieht das menschliche Bewusstsein nicht als Gabe, die dem Menschen etwa in die Wiege gelegt und in Aprioris der Erkenntnis zu beschreiben wäre. Dabei setzt man, so Mead, das zu Erklärende bereits voraus.
Die Entwicklung des Symbolischen Interaktionismus durch seinen Schüler Herbert Blumer geht auf Meads Arbeiten zur Theorie der symbolvermittelten Kommunikation zurück, die Mead in jener Vorlesung über Sozialpsychologie, die er von 1900 bis 1930 in Chicago hielt, ausgearbeitet hat. Mead sprach bewusst vom „social act“ im Sinne einer sozialen Praxis, nicht von „Interaktion“. „Interaktion“, „Intersubjektivität“ und entsprechende Ausdrücke setzen voraus (ähnlich wie „Intercity“), dass die Aktionen, Subjekte, Städte vorgegeben sind und nur nachträglich miteinander verknüpft werden. Meads Theorie betont hingegen, dass es die Aktionen, Subjekte usw. ohne die übergreifende Praxis („social act“) nicht vorgängig gibt. Sie werden in die Praxis hineingeboren und entstehen aus ihr, als geistig eigenständige Gebilde.

## Meads Hauptwerk:Geist, Identität und Gesellschaft aus Sicht des Sozialbehaviorismus
Mead selbst hat seine Theorie nie systematisch niedergelegt.
Als Hauptwerk Meads gilt gemeinhin der Band „Geist, Identität und Gesellschaft aus der Perspektive des Sozialbehaviorismus“ (orig. Mind, Self and Society from the Standpoint of a Social Behaviorist). Dabei handelt es sich jedoch nicht etwa um eine Schrift Meads, sondern vielmehr um eine 1934 posthum von seinem Schüler Charles W. Morris (1903–1979) auf Basis studentischer Mitschriften erstellte Rekonstruktion einer Vorlesung, die Mead über viele Jahre an der Universität Chicago unter dem Titel Social Psychology abgehalten hatte. Die Schrift ist aus verschiedenen Gründen editorisch sehr problematisch, weswegen in jeder Auseinandersetzung mit Mead auch auf seine Originalbeiträge zurückgegriffen werden sollte.
Mead beschäftigte sich in dieser Vorlesung mit der Frage, wie die menschliche Identität zustande kommt und welchen Einfluss darauf die Gesellschaft, aber auch das Denken und der Geist des einzelnen Menschen, haben. Er beschreibt zunächst „Die Entstehung der Identität“, dann „Die Identität und das Subjektive“ und erklärt anschließend „Das Ich [„I“] und das ICH [„me“]; in späteren Übersetzungen adäquater als „Mich“ bezeichnet“.

### Die Entstehung der Identität
Laut Mead entsteht die Identität durch drei Medien: durch Sprache, Spiel (play) und Wettkampf (game). Das Zusammenspiel dieser Faktoren bringt eine individuelle Persönlichkeit hervor. Die drei Medien werden unterschiedlich gewichtet, sind aber alle relevant und unersetzlich.

#### Die Bedeutung der Sprache bei der Persönlichkeitsentwicklung
Der Grundstein für die Ausbildung der Sprache liegt laut Mead in der Fähigkeit des Menschen, durch seine körperliche Ausstattung mit einem Zentralnervensystem in der Lage zu sein, Handlungen und Reaktionen verzögert auszuführen. Diese Intelligenz ermöglicht es ihm, mögliche Folgen des eigenen Verhaltens abzuwägen und Kombinationsmöglichkeiten aufzuzeigen. Die Folgen und Kombinationsmöglichkeiten können dem Menschen aber nur bewusst werden, wenn er Symbole kennt. Diese wiederum erfordern das Vorhandensein einer bestimmten Gesellschaft. Somit ist eine Gesellschaft von interagierenden Individuen nötig, um ebendiese Symbole zu erschaffen und damit eine gewisse gegenseitige Abhängigkeit zu generieren. Mead nennt zur Veranschaulichung in seinem Werk Geist, Identität und Gesellschaft das Beispiel der Bärenfährte. Das Individuum erkennt die Fährte als solche und gibt diese Erkenntnis an die Gruppe weiter. Fortan weiß jedes dieser Individuen, dass ein Pfotenabdruck dieser Form auf einen Bären hinweist, und kann dementsprechend handeln. Diesen Vorgang nennt Mead „Symbolisation“. Deutlich wird daraus, welche Funktion die Sprache in diesem Prozess hat: Bestehend aus Lauten ermöglicht sie zum einen die Kommunikation und die Selbstwahrnehmung des Individuums, zum anderen ist sie jedoch eine Aneinanderreihung vieler Symbole, über deren Bedeutung es einen Konsens in der Gesellschaft geben muss. Der Laut, das Symbol, muss in den anderen Individuen dieselbe Reaktion auslösen wie in ihm selbst. Ist dies gegeben, spricht Mead von einem „signifikanten Symbol“. Die Individuen können damit die Reaktionen ihrer Handlungspartner einschätzen und es ergibt sich folglich ein gemeinsames, gesellschaftliches Handeln. An dieser Stelle geschieht ebenfalls das, was Mead „role taking“ nennt: Der wechselseitig Handelnde kann sein Verhalten anhand der signifikanten Symbole für sich selbst zum Objekt machen. Er betrachtet sich selbst aus der Sicht des anderen und kann reflektieren, welche Reaktion sein Verhalten in seinem Gegenüber auslösen wird. Er kann sich selbst wahrnehmen, sich als Objekt sehen.
Deutlich wird an dieser Stelle die Bedeutung der Gesellschaft. Nur durch die Gesellschaft, die laut Mead aus Wechselwirkungen zwischen Individuen besteht, erlernt der Mensch aus ursprünglichen Lauten die Sprache als signifikantes Symbol. Der Denkprozess (die nach innen verlegte Übermittlung von Gesten), der dem Kommunikationsprozess vorausgeht, findet grundsätzlich mit Symbolen statt (wir verbinden Wörter mit Objekten). Dabei müssen diese Symbole beim Denkenden und beim Anderen die gleiche Reaktion hervorrufen, damit die Kommunikation gelingt. Dies bedingt, dass unsere Symbole Allgemeinbegriffe sind. Es gilt dabei zu beachten, dass es Situationen gibt, in denen man in der eigenen Identität nicht die gleiche Reaktion auslöst wie beim Anderen (vgl. Schauspieler). Eine entscheidende Grundlage zur Entwicklung und Wahrnehmung der eigenen Persönlichkeit ist durch die Übereinkunft in Bezug auf gemeinsame signifikante Symbole und der damit verbundenen Möglichkeit, sich selbst aus der Sicht des anderen zu sehen, gelegt. Weiterhin können so gesellschaftliche Werte und Normen vermittelt werden. Die externe gesellschaftliche Situation kann damit an das Individuum weitergegeben und verinnerlicht werden. Die Basis für eine Sozialisation ist auf diese Weise gelegt.
Den Begriff der Rollenübernahme führt Mead im Verlauf seiner Theorie noch weiter aus und verdeutlicht ihn. Insbesondere in den Überlegungen zu der Persönlichkeitsstruktur des I und me sowie den Entwicklungsphasen des play und game spielt die Antizipation des Verhaltens anderer eine große Rolle.

#### Die Entwicklungsphasen play und game
Mit den beiden Entwicklungsphasen des play und game, des kindlichen Spiels und des organisierten Spiels oder auch Wettkampfs, stellt Mead den Prozess der Objektwerdung und damit der Persönlichkeitsentwicklung dar: „Das Bewusstsein seiner selbst entsteht ganz allmählich im Verhalten, wenn ein Individuum sich als soziales Objekt für andere erfährt.“  Diesen Prozess legt er sowohl in der Sprache als auch bei den Strukturen I und me zugrunde und sieht den Prozess bei der Sprache durch das Sprechen und Hören des eigenen Lautes sowie der Möglichkeit, durch signifikante Symbole das fremde und eigene Verhalten zu reflektieren und abzuschätzen, gegeben. Bei der kindlichen Rollenübernahme erfährt sich das Kind allmählich als soziales Objekt. In der Phase des play sind erste Züge der Wahrnehmung als eben solches Objekt zu erkennen. Soziales Objekt wird das Individuum letztlich jedoch erst in der Phase des game, nämlich ausschließlich durch die Interaktion mit anderen.
Beginnend mit der Phase des Spieles, dem play, übt das Kind zunächst die Rollenübernahme. Das Kind versetzt sich hier in mehrere Rollen, kann aber nur jeweils eine Rolle gleichzeitig spielen. Ein Beispiel dafür wäre das Spiel mit dem Kaufmannsladen. Das Kind ist zunächst Kunde, dann Verkäufer und dann wieder Kunde. Es imitiert viele verschiedene Rollen und übt damit die Verhaltensantizipation, die für die Bildung der Identität notwendig ist. In dieser Entwicklungsphase bezieht sich das Kind also lediglich auf das Verhalten einer bestimmten anderen Person. Um aber in einer gesellschaftlichen bzw. sozialen Gruppe handlungsfähig zu werden, muss es die Rollen aller anderen beteiligten Individuen kennen und einordnen können. Diese Stufe nennt Mead game. In dieser Wettkampfsituation muss das Kind das Verhalten aller anderen verinnerlicht haben und wissen, wie es selbst handeln soll. Es muss sich damit am sogenannten „verallgemeinerten Anderen“ orientieren. Deutlich macht Mead diese Phase am Beispiel des Baseballspiels. Ein Spieler könne nur dann handeln, wenn er die Regeln, Aufgaben und Handlungen aller Mitspieler und somit auch seine eigene Rolle kenne. Gleichzeitig müssen auch alle anderen Spieler dies mit seinem Verhalten tun können, damit das Baseballspiel überhaupt möglich ist. Der „verallgemeinerte Andere“ oder „generalisierte Andere“ stellt nicht nur das Regelsystem innerhalb eines Wettkampfes dar, sondern im Großen und Ganzen die gesamte Gesellschaft mit ihren Werten und Normen. Durch die Orientierung an ebendiesem Anderen kommt es zu einer sozialen Strukturierung des Selbst.
Es wird deutlich, dass das Individuum seine Identität ausschließlich durch die Interaktion mit anderen Individuen erhält. Nur durch die Orientierung an den anderen Mitgliedern einer sozialen Gruppe ist das Individuum in der Lage dazu, sich als solches wahrzunehmen. So kann aus der Identität des Einzelnen sowohl auf die gesellschaftlichen Verhaltensmuster geschlossen werden, als auch auf die Identität aller anderen Gruppenmitglieder.

### Die Identität und das Subjektive
Mead unterscheidet Identität von Bewusstsein. Bewusstsein im Sinne von Denken oder reflexiver Intelligenz ist nur für das Individuum selbst zugänglich, es hat einen subjektiven Charakter und beschreibt die Art, wie ein Organismus handelt. Im Gegensatz dazu erläutert er Identität als eine Struktur, die sich aus dem gesellschaftlichen Verhalten entwickelt und nicht aus der subjektiven Erfahrung des Organismus. Die hier gemeinte Identität entwickelt sich dann, wenn die Übermittlung von Gesten in das Verhalten des Einzelnen hereingenommen wird. Beide – Identität und Bewusstsein – sind phasenweise nur dem Einzelnen zugänglich, können aber veröffentlicht werden. Ein Beispiel ist das Aufstellen einer Theorie, die zunächst nur intern, mit Veröffentlichung allgemein  zugänglich ist.
Meads Gedanken zur Gemeinschaft sind folgende: Eine Gemeinschaft entwickelt sich weiter, wenn eine wechselseitige Beeinflussung zwischen den Individuen stattfindet, wenn die Reaktion der Gemeinschaft auf den Einzelnen institutionalisiert wird, also die ganze Gemeinschaft gegenüber dem Einzelnen gleich handelt. Jeder Mensch nimmt die Haltung der Gemeinschaft sich selbst gegenüber an, kann aber auch der Gemeinschaft antworten und darauf bestehen, die Normen der Gemeinschaft zu verbessern. Jeder steht also in einem Dialog mit der Gemeinschaft. Ein Beispiel für diesen Dialog wäre, wenn jemand vor Gericht zum Publikum spricht und seine Tat rechtfertigt. Wenn jemand nicht mit den Haltungen der Gemeinschaft einverstanden ist, kann er sich der ganzen Umwelt in den Weg stellen, indem er auf die Vernunft hört und dabei die Vergangenheit und die Zukunft in sein Denken mit einbezieht.
Des Weiteren unterscheidet Mead Bewusstsein von Selbstbewusstsein (Identitätsbewusstsein). Bewusstsein ist Erfahrung, ein kognitives Phänomen, Selbstbewusstsein die Erkenntnis einer Identität als Objekt, ein emotionales Phänomen.
Durch das Erfühlen der Haltung des Anderen gegenüber sich selbst entsteht ein Selbstbewusstsein, mit dem der einzelne Organismus in seinen Umweltsbereich eintritt. Dieses Selbstbewusstsein löst Haltungen im Individuum aus, die es auch in anderen auslöst, und es entwickelt damit insoweit eine Identität, als es die Haltung anderer einnehmen und sich selbst gegenüber so wie gegenüber anderen handeln kann. Selbst-bewusst, identitätsbewusst sein, heißt im Grunde, dank der gesellschaftlichen Beziehungen zu anderen für seine eigene Identität zum Objekt zu werden.

### Das Selbst und seine strukturellen Bestandteile – I, Me, Self und Mind
Die Sprache bildet eine maßgebliche Grundlage für die Entstehung der Identität sowie gleichzeitig für eine funktionierende Gesellschaft. Diese Identität, das self, ist demnach nicht von Beginn des menschlichen Lebens vorhanden, sondern muss zunächst durch Erfahrungs- und Entwicklungsprozesse gebildet und vermittelt werden. Bevor auf die Entwicklungsprozesse des play und game weiter eingegangen wird, ist es jedoch notwendig, zunächst einmal die Bestandteile des Selbst näher zu beleuchten.
George Herbert Mead teilt das Selbst in zwei Bestandteile auf. Er spricht von „I“ und „me“. „Das [I] ist die Reaktion des Organismus auf die Haltungen anderer; das [me] ist die organisierte Gruppe von Haltungen anderer, die man selbst einnimmt. Die Haltungen der anderen bilden das organisierte [me], und man reagiert darauf als ein [I]“ (Mead 1968: 218). In diesem Zitat wird die von Mead gedachte Struktur der Persönlichkeit deutlich. Nicht nur die Individuen stehen in einer Wechselwirkung miteinander, sondern ebenso die Bestandteile der Identität des Individuums. Unter dem I versteht Mead im Wesentlichen die Kreativität und Spontanität im Menschen sowie die biologisch veranlagten Triebe. Weiter kann gesagt werden, dass das I vollständig subjektiv bestimmt ist und die Reaktion auf das me beinhaltet. Diese Reaktion des I auf das me bildet den Teil des Handelns, der im Inneren des Individuums abläuft. Es reagiert auf die Haltungen der anderen, die ich als me synthetisiere, reflektiert und sortiert sie und handelt letztlich dementsprechend. Das I ist zugleich das Individuelle im Menschen, das Subjektive. So dient die Instanz des I auch zur Selbstbehauptung dieser Besonderheiten. Das me enthält alle Werte und Normen der Gesellschaft, die Synthetisierung dieser Regeln liegt jedoch am I selbst. So wird das I nicht nur durch das me zurechtgewiesen, sondern kann auch die Gesellschaft anhand seiner individuellen Reaktion auf die Restriktionen verändern.
Im me werden die Haltungen der anderen und das Bild, das die anderen vom Individuum haben, eingeschlossen. Die Erwartungen, die die anderen an die Person haben, sind hier ebenfalls erfasst. Geprägt wird das me durch die Gesellschaft und gibt damit dem I seine Form; es ist der objektive Teil des Selbst. So kann es dazu kommen, dass viele mes entstehen. Durch unterschiedliche soziale Kreise gerät das Individuum an mannigfache Bezugspersonen, die jeweils andere Erwartungen haben und so ein jeweils differentes Bild des Individuums erschaffen. Alle diese mes müssen daraufhin vom I synthetisiert werden, sodass sie ein einheitliches Selbstbild des Individuums ergeben. Es müssen folglich viele verschiedene Rollen übernommen, Verhalten antizipiert und miteinander vereinbart werden.
Ist diese Verbindung der verschiedenen Elemente des me mit dem I zu einer Einheit geglückt, so kann laut Mead von einem „self“ gesprochen werden. Das self stellt die Wechselwirkung zwischen I und me dar. Festzuhalten ist jedoch, dass die Entstehung des self einen Prozess darstellt, der nur durch die Erfahrung der anderen Gesellschaftsmitglieder möglich ist. Das Selbst entwickelt sich durch die Interaktion mit anderen Mitgliedern der Gesellschaft fortlaufend weiter und kann somit nicht als festes Konstrukt, sondern vielmehr als immerwährende Ausdifferenzierung der Haltungen der anderen, der gesellschaftlichen Normen und Vorgaben, mit dem I gesehen werden.

### Symbole – Optimierung
Symbole entstehen aus der Optimierung der Kooperation von Subjekten: Der Mensch nimmt wahr, dass sein Verhalten der Reiz für das Verhalten anderer ist. Indem er sein Verhalten kontrolliert, kann er das der anderen kontrollieren, so dass sich Kooperationsprozesse optimieren lassen. Diese Optimierung ist nur möglich über die Sprache, denn nur die stimmliche Geste können wir ebenso wahrnehmen wie unser Gegenüber. Daher können wir mit unserer Geste die Reaktion des Gegenübers verbinden, der Sinn unserer Geste liegt in der Reaktion des Anderen – unsere Geste ist damit eine signifikante Geste, d. h.: ein (signifikantes) Symbol. Über Symbole können wir unser Verhalten kontrollieren. Damit entsteht auch die Möglichkeit zum Selbstbewusstsein: Indem man sein Verhalten aus der Perspektive anderer kontrollieren kann, ist man aus dem Status des nur handelnden Subjekts entlassen. Man kann sich selbst zum Objekt werden aus der Perspektive der anderen mittels der Sprache, man kann sich in die Lage der Anderen versetzen, um sein Verhalten zu beurteilen. Dies ist notwendig für das Selbstbewusstsein, weil der Mensch sich als Subjekt seines Handelns nicht erfahren kann: Das Erleben des eigenen Handelns erlebt man nicht aus der Perspektive des gerade Erlebenden.

### Phasen
Mead nennt diese Phase der Reflexion das ME. Im ME sieht man sich aus der Perspektive des (generalisierten) Anderen. Das Handeln ist durch die eigene Reaktion auf das ME geprägt, durch die verinnerlichten Erwartungen der Anderen. Jene Phase des Handelns, der Reaktion des Subjekts auf die Hereinnahme der Haltungen des (generalisierten) Anderen nennt Mead I. I und ME erzeugen das SELF (Selbst, Identität).
Die Identität bildet sich individualbiographisch durch das Durchleben des Kindes zweier Spielphasen: PLAY und GAME. In diesen lernt das Kind die Haltung anderer zu übernehmen, sein Verhalten nach deren Erwartungen abzustimmen. Zunächst im freien und naiven Spiel mit sich selbst (PLAY), dann im organisierten Wettkampf mit vielen Anderen (GAME). Das Kind übt eine Selbstkontrolle auf sich aus und unterliegt damit der sozialen Kontrolle der Gemeinschaften, denen es angehört und nach denen sich die soziale Struktur der Identität (ME) ausgebildet hat. Die unterschiedlichen Ansprüche verschiedener Gruppen zu koordinieren, das heißt, verschiedene verinnerlichte Gruppenhaltungen zu synthetisieren, also die Einheit der Differenz von MEs herzustellen, ist eine der Aufgaben der Identität. Aus den daraus entstehenden moralischen Konflikten entwickelt Mead seine Theorie der Ethik und des Sozialen Wandels, die jedoch weit weniger beachtet wurden als seine Theorie der symbolvermittelten Kommunikation und der Entstehung von Identität und Bewusstsein.

## Theorien Meads – Gegenstimmen
All diese Theorien haben Meads Schaffen geprägt, aber er konnte bei der Formulierung seiner anthropologischen Theorie zur Genese von Bewusstsein ganz besonders an Dewey – der ein guter Freund Meads war – anknüpfen und hat sich wiederholt sehr ausdrücklich von John B. Watson abgegrenzt. Wie Dewey versteht er Bewusstsein als ein Produkt der Kooperation von Individuen, das der (molekulare oder klassische) Behaviorismus, der jegliches Handeln in unverbundene Reiz-Reaktions-Phasen zerlegt, gar nicht fassen kann. Handeln versteht der Behaviorismus in den Begriffen Reiz, Reaktion und bedingte Konditionierung (später erweitert durch Skinner um die operante Konditionierung). Der Sozialbehaviorismus Meads dagegen sieht die Entwicklung von Bewusstsein einhergehen mit der Entwicklung signifikanter Symbole (Sprache).

## Schriften
Erst nach seinem Tod sind vier Bücher von ihm erschienen. Sie enthalten Vorlesungsmanuskripte, Aufsätze und andere Arbeiten aus dem Nachlass:
- Mind, Self, and Society. Edited by Charles W. Morris. Chicago 1934.
  - Deutsche Ausgabe: Geist, Identität und Gesellschaft aus der Sicht des Sozialbehaviorismus. Mit einer Einleitung   herausgegeben von Charles W. Morris. Aus dem Amerikanischen übersetzt von Ulf Pacher. Suhrkamp Verlag, Frankfurt am Main 1968.
- The Philosophy of the Act. Edited by Charles W. Morris et al. Chicago 1938
- The Philosophy of the Present. Herausgegeben von Arthur E. Murphy. La Salle (Illinois) 1932 (Neuausgabe 2002: Prometheus Books, Amherst, New York)
- Movements of Thought in the Nineteenth Century. Edited by Meritt H. Moore. Chicago 1936

Einige Sammelbände enthalten Auszüge aus diesen Büchern auf Deutsch:
- Anselm Strauss (Hrsg.): G.H. Mead on Social Psychology. Chicago 1964. (Deutsche Übersetzung: Anselm Strauss (Hrsg.): Sozialpsychologie, Luchterhand-Verlag, Neuwied 1969). (Auszüge aus allen vier Büchern sowie zwei ergänzende Aufsätze)
- Hansfried Kellner (Hrsg.): G.H. Mead. Philosophie der Sozialität. Aufsätze zur Erkenntnisanthropologie. Frankfurt am Main 1969. (Auszüge aus Philosophy of the Act und Philosophy of the Present sowie einige weitere Aufsätze)
- Gesammelte Aufsätze. 2 Bände, herausgegeben von Hans Joas. Suhrkamp-Verlag, Frankfurt am Main 1980–1983.

Eine weitgehend vollständige Bibliographie findet sich in der Neuauflage (2000, Frankfurt am Main, Suhrkamp) von Hans Joas Buch: Praktische Intersubjektivität. Joas gibt auch an, in welchen Sammelbänden jeweils welche Aufsätze erschienen sind. Eine Bibliographie gleicher Qualität kann über den unten angegebenen Weblink „The Mead-Project“ erreicht werden, größtenteils sind die Texte Meads dort auch Online verfügbar.